# لويد غروس
لويد غروس هو لاعب هوكي الجليد كندي، ولد في 5 سبتمبر 1905، وتوفي في 11 ديسمبر 1990.

## وصلات خارجية
- لويد غروس على موقع دوري الهوكي الوطني (الإنجليزية)
- لويد غروس على موقع قاعة مشاهير الهوكي (لاعب أن.إتش.أل) (الإنجليزية)
- لويد غروس على موقع EliteProspects.com (الإنجليزية)
- لويد غروس على موقع HockeyDB.com (الإنجليزية)
- لويد غروس على موقع Hockey-Reference.com (الإنجليزية)